# (37656) 1994 PP6
1994 PP6 (asteroide 37656) é um asteroide da cintura principal. Possui uma excentricidade de 0.10858760 e uma inclinação de 9.00340º.
Este asteroide foi descoberto no dia 10 de agosto de 1994 por Eric Walter Elst em La Silla.